# Alpha Denise Lupetu Tshilumbayi
Alpha Denise Lupetu Tshilumbayi, est une femme politique de la république démocratique du Congo. Elle est vice-ministre des Mines au sein du gouvernement Ilunga, depuis septembre 2019, combattante et présidente de ligue de femmes du parti politique de l'UDPS-Tshisekedi.

## Biographie

### Vision
Trois points ont été au centre de cet entretien inédit que madame la
vice-ministre a eu avec les administrés de son secteur. Il s’agit de :
- La vision du Chef de l’État pour le secteur des mines ;
- Les défis auxquels les agents de l’administration des Mines font face, leurs attentes face à la politique gouvernementale en vigueur ;
- et enfin les perspectives d’avenir[4].